# Asphodelus aestivus
Asphodelus aestivus är en grästrädsväxtart som beskrevs av Felix de Silva Avellar Brotero. Asphodelus aestivus ingår i släktet afodiller, och familjen grästrädsväxter. Inga underarter finns listade i Catalogue of Life.

## Bildgalleri

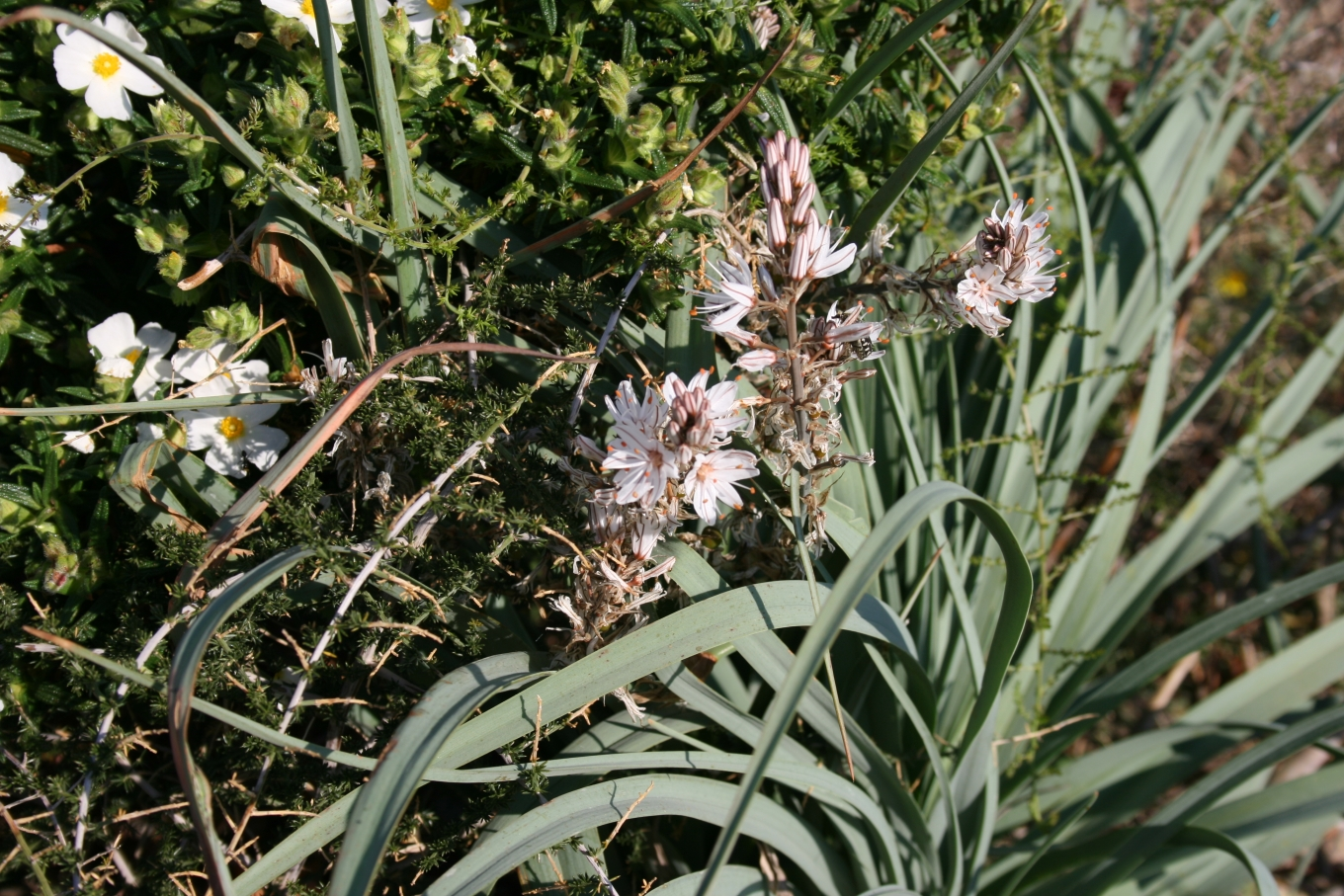
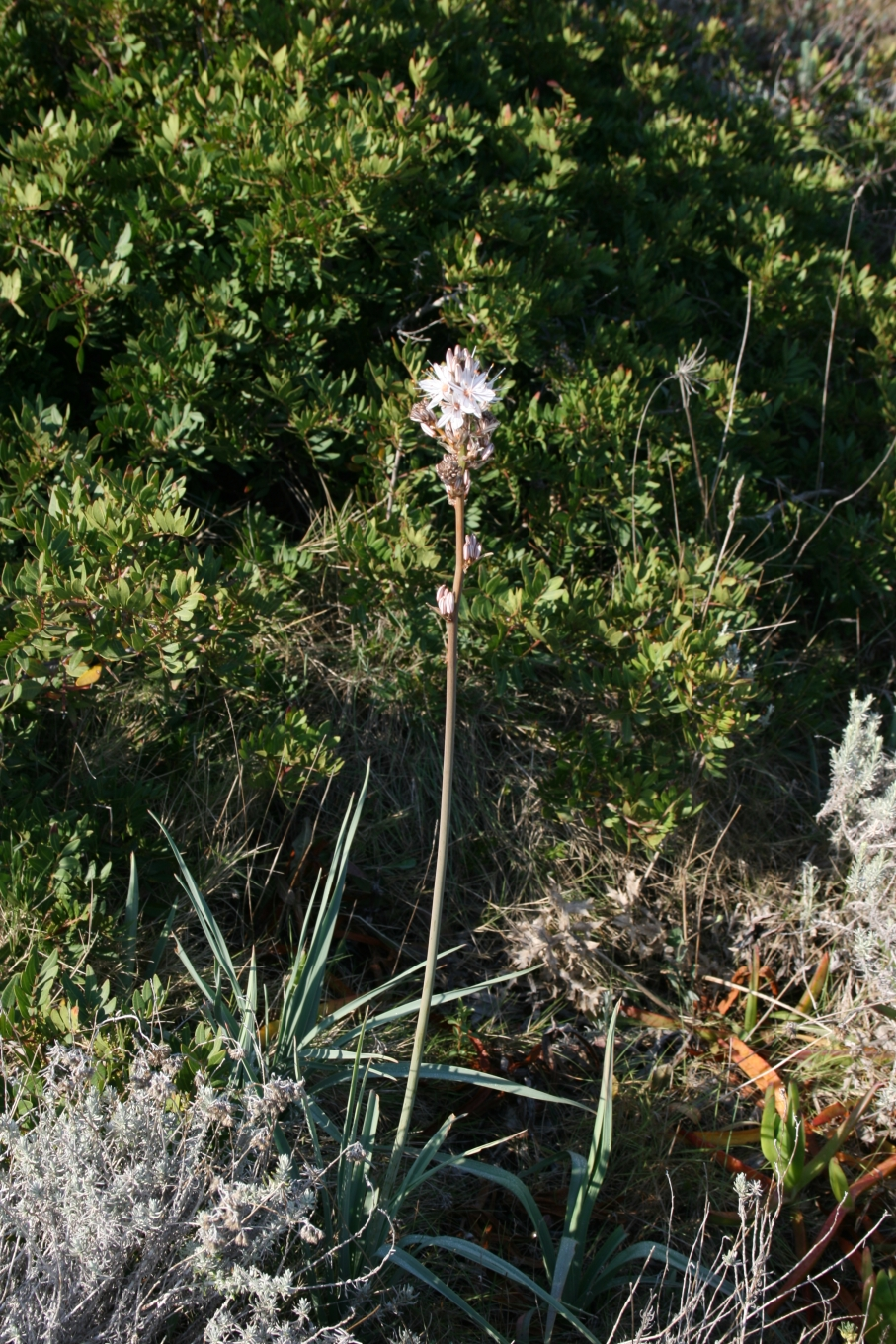
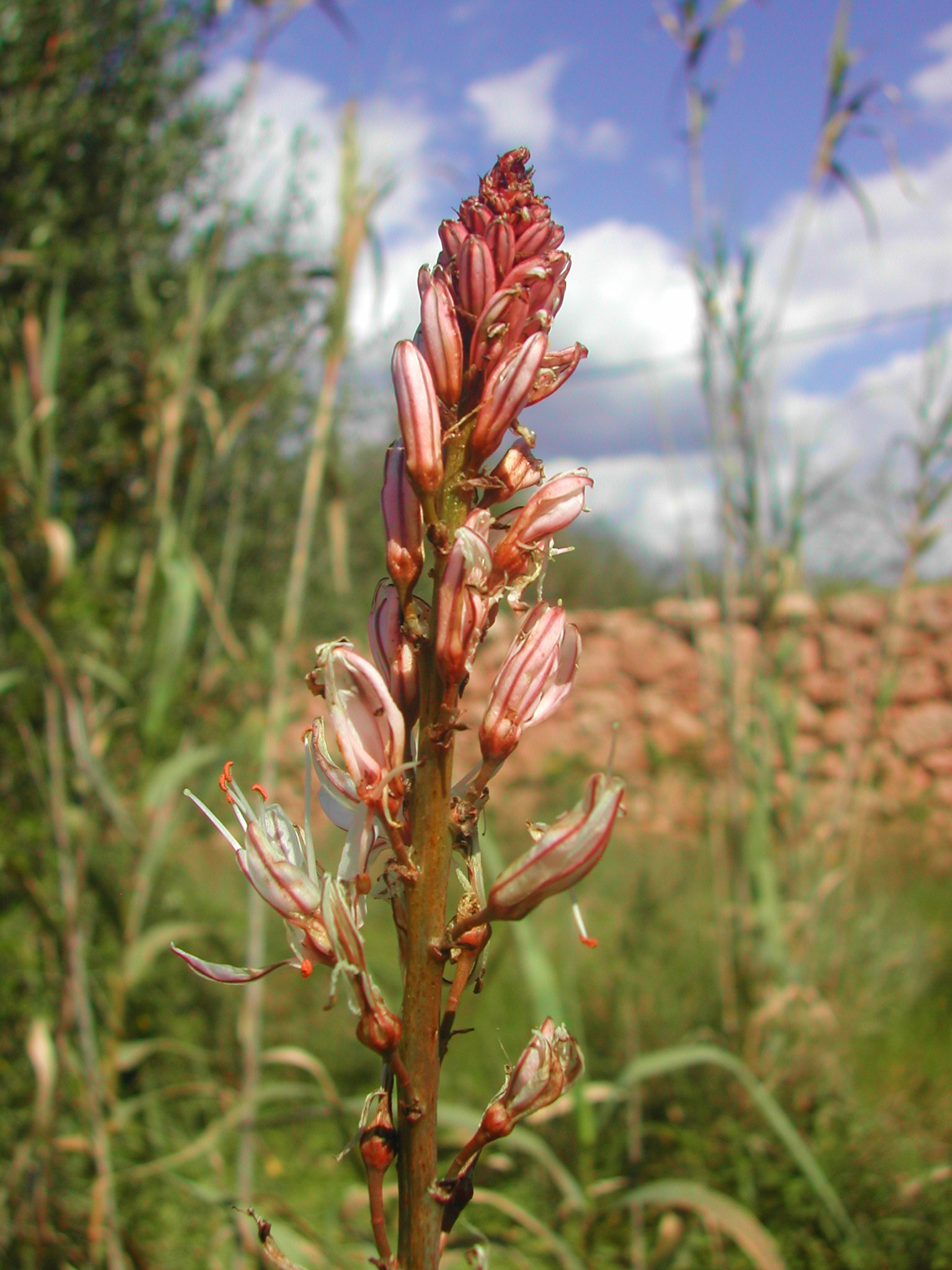
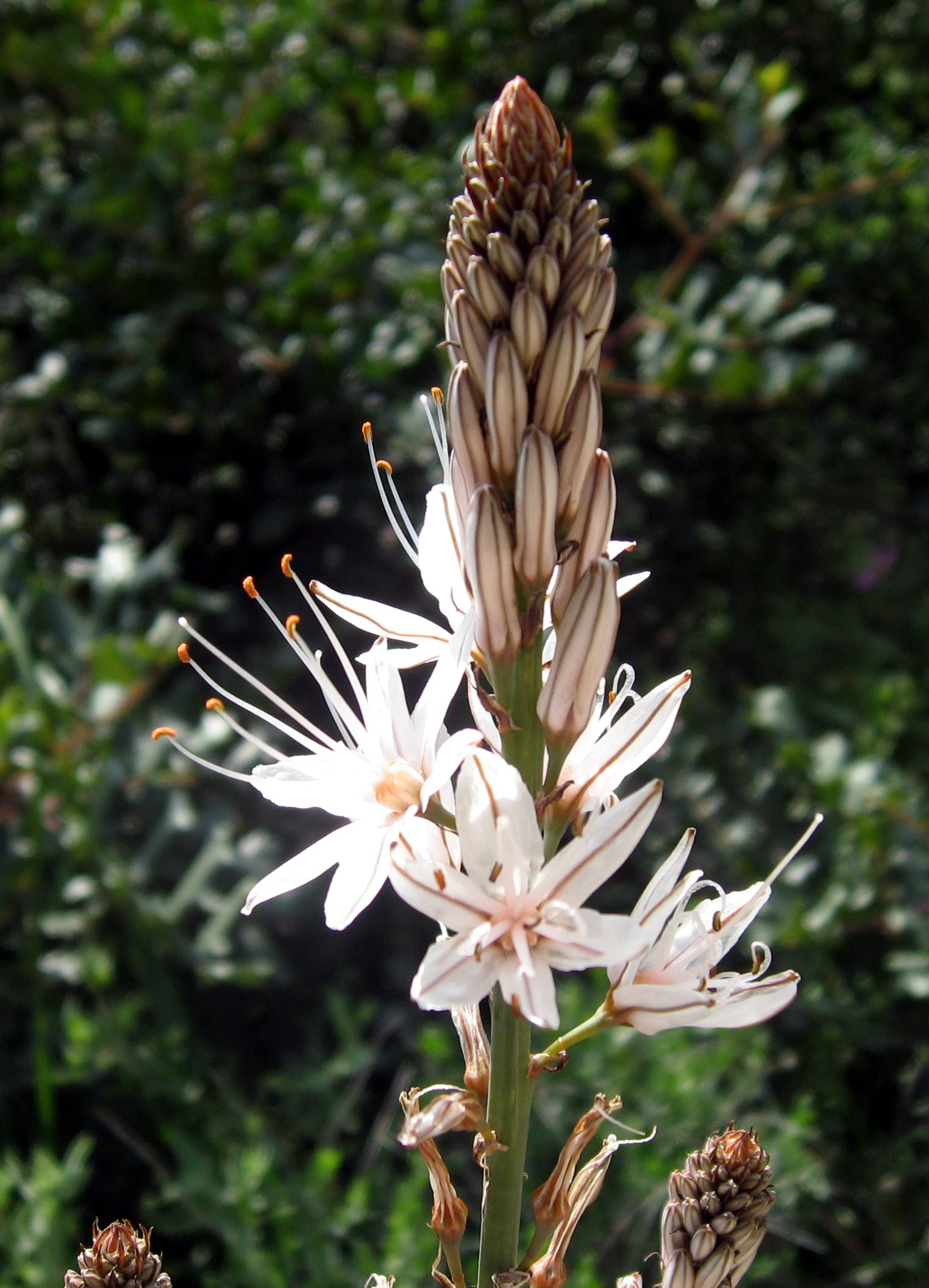